# Mr. Mofongo
Mr. Mofongo is een horecazaak in de Nederlandse stad Groningen.
In februari 2013 werd, na een verbouwing van het pand aan de Oude Boteringestraat, Mr. Mofongo geopend. Toenmalig burgemeester Peter Rehwinkel opende de zaak. De zaak bevat een restaurant, cocktailbar en eigen distilleerderij. Voorheen huisde er een pianowinkel in het gemeentelijke monument. Eigenaar Beijk werd vanwege het concept van Mr. Mofongo in 2014 en 2018 uitgeroepen tot Meest Markante Horecaondernemer in de regio Groningen. Eind 2017 won de cocktailbar de titel Beste cocktailbar van Nederland van het mannenmagazine Esquire.